# Otto Herrigel
Otto Herrigel (* 27. Juni 1937 in Walvis Bay, Südwestafrika; † 13. Mai 2013 in Windhoek) war ein namibischer Rechtsanwalt, Unternehmer und Politiker deutschen Ursprungs. Er war der erste Finanzminister Namibias zwischen 1990 und 1992 nach der Unabhängigkeit des Landes. Herrigel war Mitglied der SWAPO.

## Werdegang
Herrigel wurde in Walvis Bay geboren und wuchs im nahe gelegenen Swakopmund auf. Er studierte Wirtschaftswissenschaft an der Universität Heidelberg und erhielt 1971 einen Doktortitel der Universität Basel. In seiner Doktorarbeit beschäftigte sich Herrigel mit der Demographie und Wirtschaft Südwestafrikas seit 1921.
Herrigel war bereits vor der Unabhängigkeit Namibias Mitglied der SWAPO. Bis zu seiner Ernennung als erster Finanzminister des unabhängigen Namibias arbeitete er als Rechtsanwalt, Farmer und Geschäftsmann. Herrigel war zudem Vorsitzender der namibischen Handelskammer.
1992 trat Herrigel aufgrund interner Auseinandersetzungen um die Fiskalpolitik des Landes mit dem damaligen Staatspräsidenten Sam Nujoma zurück. Er besetzte danach Aufsichtsratspositionen bei der Bank of Namibia zwischen 1998 und 2008 und dem Unternehmen TransNamib zwischen 2000 und 2001.
Herrigel und seine Ehefrau Karin haben zwei sogenannte DDR-Kinder aufgezogen. Seine Frau leitet (Stand 2017) den nach Herrigel benannten Umweltschutzfonds Otto Herrigel Environmental Trust.